# Đánh bóng (bóng chày)

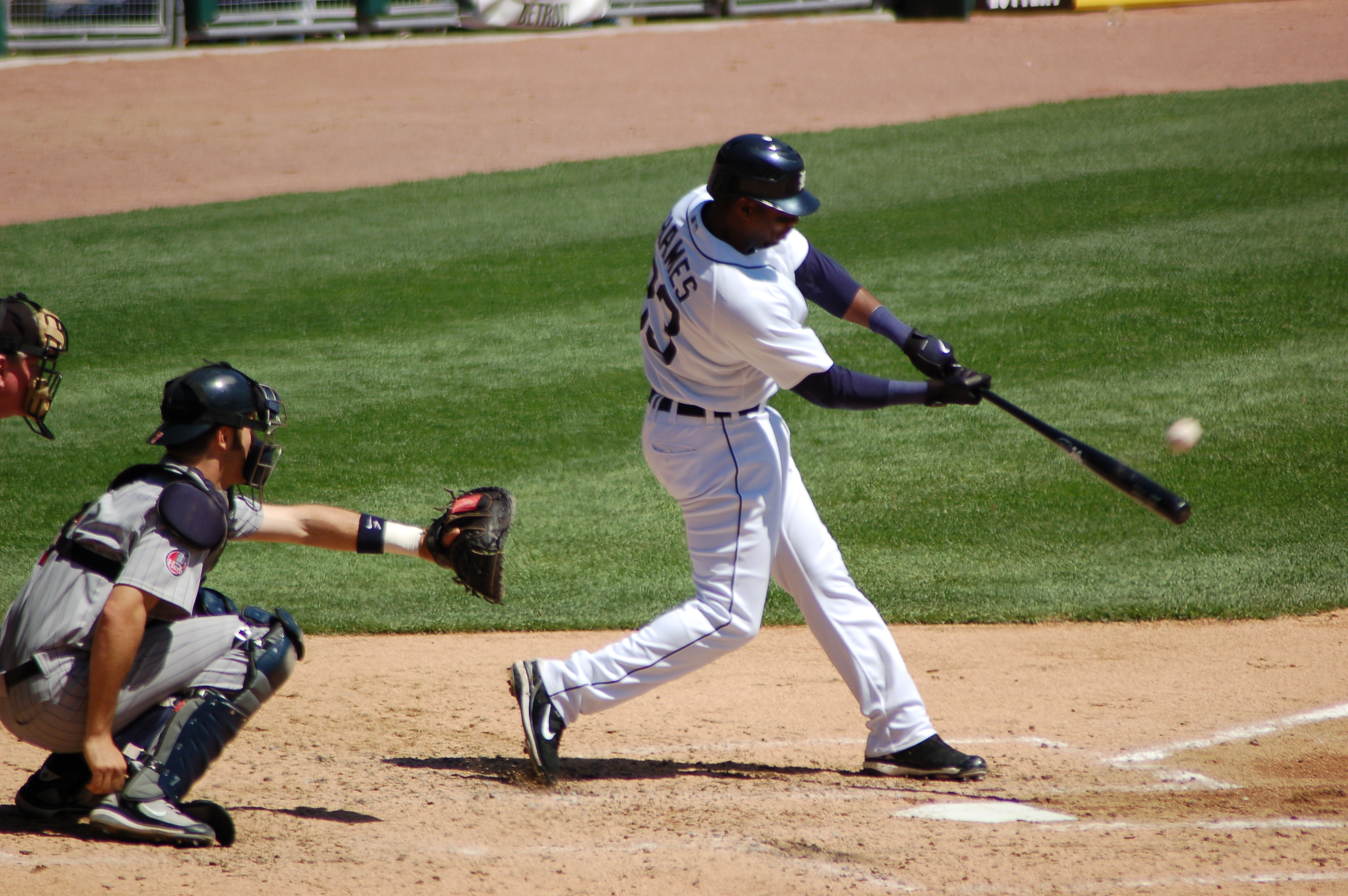
Marcus Thames của đội Detroit Tigers đang phát bóng vào năm 2007.

Trong bóng chày, đánh bóng là hành động vung gậy cố gắng đập trúng bóng được ném bởi cầu thủ giao bóng bên đội đối phương để cố gắng chiếm chốt và ghi điểm, được thực hiện trong lượt tấn công của một đội trong mỗi hiệp thi đấu. Cầu thủ khi lên bục đánh theo lượt, lúc này gọi là cầu thủ đánh bóng hay tay đập là người sẽ cố gắng đánh bóng. Đây là một hành động hầu như chỉ có ở trong môn bóng chày và các môn thể thao sử dụng bóng và gậy khác. Hành động này liên quan đến động tác xoay người vung gậy trên phương mặt phẳng nằm ngang, không giống như hầu hết các chuyển động trong thể thao khác xảy ra trong mặt phẳng thẳng đứng.

## Mục đích
Nhìn chung, mục tiêu chính cơ bản nhất của cầu thủ tấn công là tránh bị loại (out) và giúp đội nhà ghi điểm (runs). Có một số cách để góp phần thực hiện mục tiêu trên, có bao gồm dưới đây: 
- Tay đập ghi được hit - đập trả bóng do cầu thủ giao bóng ném đập đất trong 2 vạch biên và tay đập chạy kịp lên ít nhất một chốt. Nếu có thể, tay đập có để đập bóng ra khỏi mặt sân giữa 2 vạch biên, hay còn gọi là home run, để ghi điểm trực tiếp và đẩy tất cả chân chạy trên các chốt về ghi điểm cùng.
- Tay đập có thể để được đẩy lên chốt (base on balls/walk) nếu để cầu thủ giao bóng đối phương ném bốn lần chệch khỏi vùng "bóng tốt" mà không vung gậy, hoặc bị cầu thủ giao bóng ném bóng vào người.
- Trong trường hợp có chân chạy đội nhà trên chốt ba và lượt tấn công chưa bị 2 lần out, tay đập có thể thực hiện đánh một cú bóng cao thế mạng sacrifice fly - đập bóng lên cao xa nhất có thể và chấp nhận bị loại khi đối phương bắt bóng chưa chạm đất (fly out). Tuy nhiên, tình huống trên giúp chân chạy có cơ hội đạp chốt ba (tag up) chạy về chốt nhà ghi điểm, do bóng bị bắt ở quá xa để kịp ném về và loại cầu thủ này.
- Trong trường hợp có chân chạy đội nhà trên chốt và lượt tấn công chưa bị 2 lần out, tay đập có thể thực hiện giơ gậy chạm bóng (bunt) thế mạng, hay còn gọi là sacrifice bunt để đẩy chân chạy tới chốt trên dễ về nhà ghi điểm hơn. Một biến thể của chiến thuật này là hit and run, khác biệt ở chỗ tay đập thay vì bunt thì vung gậy đánh bóng làm sao đảm bảo bóng chạm đất.
- Một số cách khác để lên chốt an toàn bao gồm việc đối phương mặc lỗi phòng thủ (error). Một trường hợp khác, khi không có chân chạy trên chốt một, nếu cầu thủ bắt bóng không bắt gọn cú ném strike thứ ba, tay đập có quyền chạy lên chốt một trước khi bị ném loại.[2]

Trong khi đó mục tiêu của bên đang phòng ngự là loại các tay đập hoặc chân chạy trên chốt (out) và không để họ tiến tới về chốt nhà ghi điểm. Trong đó cầu thủ giao bóng có nhiệm vụ chính là ném bóng làm sao để các tay đập không vụt được và bị strikeout hoặc đập trả bóng dễ bị hàng phòng ngự thu hồi để loại anh ta.

## Tiêu chí đánh giá thành tích
Việc đánh bóng chày thường được coi là kĩ năng khó thực hiện nhất trong thể thao do kết hợp giữa phản xạ bắt kịp một quả bóng nhỏ di chuyển ở tốc độ cao và quĩ đạo biến hóa, và việc đập trúng bóng đó trên bề mặt tiếp xúc rất hẹp của một cây gậy hình trụ. Ngoài ra, cùng với lực đánh, vị trí tiếp xúc giữa bóng và gậy ảnh hưởng rất lớn tới kết quả của pha bóng đập trả.
Những cầu thủ ghi được hit trung bình chỉ 3 lần trên 10 lượt đánh, tức tỉ lệ đánh bóng hay tỉ lệ đạt hit (batting average) 0,3 đã có thể được coi là một tay đập xuất sắc. Tại Major League Baseball, chưa một cầu thủ nào đạt được tỉ lệ hit 0,4 trở lên trong một mùa giải kể từ Ted Williams đạt tỉ lệ 0,406 năm 1941, và chưa ai đạt được tỉ lệ hit trong sự nghiệp đến 0,367, với Ty Cobb có sự nghiệp tiến sát nhất chỉ số trên với 0,3664.
Trong thống kê bóng chày hiện đại, người ta thường ưu tiên thông số tổng chỉ số lên chốt và slugging (hay gọi tắt là OPS) để đánh giá năng lực đánh bóng toàn diện của một cầu thủ, bao gồm hai chỉ số thành phần: 
- Tỉ lệ lên chốt an toàn (on-base percentage): tỉ lệ chia số lần cầu thủ lên chốt an toàn (bao gồm hit và walk, cũng như bóng chết) trên số lần lên đánh.
- Tỉ lệ đập xa, hay tỉ lệ slugging (slugging percentage): tỉ lệ chia tổng số chốt lên được qua các tình huống đập trả bóng và số lần lên đánh.

Chỉ số OPS trong khoảng 1,0 được xem là dấu hiệu của một tay đập giỏi, còn OPS từ 1,0 trở lên trong suốt sự nghiệp là thành tích rất ít tay đập trong lịch sử có thể đạt được.